# Navetta parlamentare
Nel gergo parlamentare il termine navette oppure navetta parlamentare, in un sistema bicamerale, indica il passaggio ripetuto di un progetto di legge (disegno di legge o proposta di legge) da una Camera all'altra prima dell'approvazione finale.

## Francia
In Francia l'iter per l'approvazione della legge si basa sull'approvazione di un testo identico da entrambe le camere (l'Assemblea Nazionale e il Senato), e, all'interno di esse, dalla commissione competente e dal plenum.
Anche in Francia questa procedura è appunto detta navetta parlamentare, ed è descritta dall'articolo 45 della Costituzione: "ogni progetto o proposta di legge è esaminata nelle due assemblee del Parlamento in vista dell'adozione di un testo identico".
Tuttavia il Parlamento francese non si fonda su un "bicameralismo perfetto" come quello italiano, bensì su un "bicameralismo imperfetto", in quanto dopo un certo numero di "navette" tra le due camere si può aprire una procedura speciale che può portare alla prevalenza dell'Assemblea Nazionale (577 membri eletti direttamente dal popolo) sul Senato (eletto da coloro che ne hanno diritto per legge, come i rappresentanti locali ed altri grandi elettori).
Tale procedura viene aperta su disposizione del Primo ministro (art 45 cost.) su proposta del Consiglio dei ministri, e prevede il deferimento della legge contestata ad una commissione bicamerale paritetica (cioè composta in egual numero da deputati e senatori). Questa ha il compito di elaborare un testo di compromesso da sottoporre nuovamente all'approvazione dei due rami del parlamento. Questa volta, però, le due camere potranno solo approvare o respingere il testo, senza apportare modifiche al testo elaborato dalla commissione paritetica. Qualora una o entrambe le camere respingono la legge, si apre l'ultimo scenario.
In ultima analisi il Governo può rinunciare all'approvazione della legge o dichiarare che essa è fondamentale per la realizzazione del suo programma politico. In quest'ultimo caso il Presidente della Repubblica su proposta del Consiglio dei ministri può deferire in maniera definitiva la legge all'Assemblea Nazionale, che provvede ad approvarla con eventuali modifiche senza il concorso del Senato.
L'esistenza di tale procedura è necessaria poiché le due camere sono frutto di elezioni da parte di due diversi corpi elettorali, e quindi possono presentare diversi orientamenti politici. Quest'ultima possibilità è resa più probabile anche dal fatto che le elezioni delle due camere non necessariamente coincidono. Infatti mentre l'Assemblea Nazionale è eletta ogni 5 anni salvo scioglimento anticipato da parte del Presidente della Repubblica, il Senato è eletto per 9 anni con rinnovamento parziale ogni 3 anni, ed è indissolubile.
Di conseguenza il ruolo del Senato non consiste nel contrastare l'Assemblea Nazionale (in quanto uscirebbe sconfitto da tale contrasto), bensì nell'indurla a riflettere su eventuali modifiche tecniche da apportare alle leggi. L'Assemblea Nazionale, da parte sua, per evitare l'eccessiva dilatazione dei tempi dell'iter legislativo, è indotta a valutare senza pregiudizi politici le modifiche proposte dal Senato ed eventualmente ad accettarle.

## Italia
Il Parlamento italiano si fonda sul principio del bicameralismo perfetto, in base al quale ogni legge deve essere approvata nel medesimo testo da entrambi i rami del Parlamento (la Camera dei deputati e il Senato della Repubblica). Ciascuna di esse, inoltre, provvede al suo interno all'approvazione della legge prima nella commissione parlamentare competente per materia e successivamente dal plenum (cioè da tutta l'assemblea). In caso di modifiche da parte di una camera, il testo ritorna all'altra camera che lo deve riapprovare. Se il testo ripete questo procedimento più volte si parla, in senso più stretto, di "navette".
In ogni caso, indipendentemente dalla procedura seguita, la legge deve essere approvata nello stesso testo da entrambe le camere. Garante della coincidenza dei due testi è il Presidente della Repubblica che ne verifica l'identità al momento della promulgazione.

### Statistiche
Nel corso della XVI legislatura (2008-2013), su un totale di 391 leggi approvate, 301 sono state approvate senza navetta (dunque con una sola lettura per Camera), mentre 90 sono state approvate con navetta: 75 con 3 letture complessive, 12 con 4 letture, 1 con 5 letture, 1 con 6 letture e 1 con 7 letture.

## Stati Uniti d'America

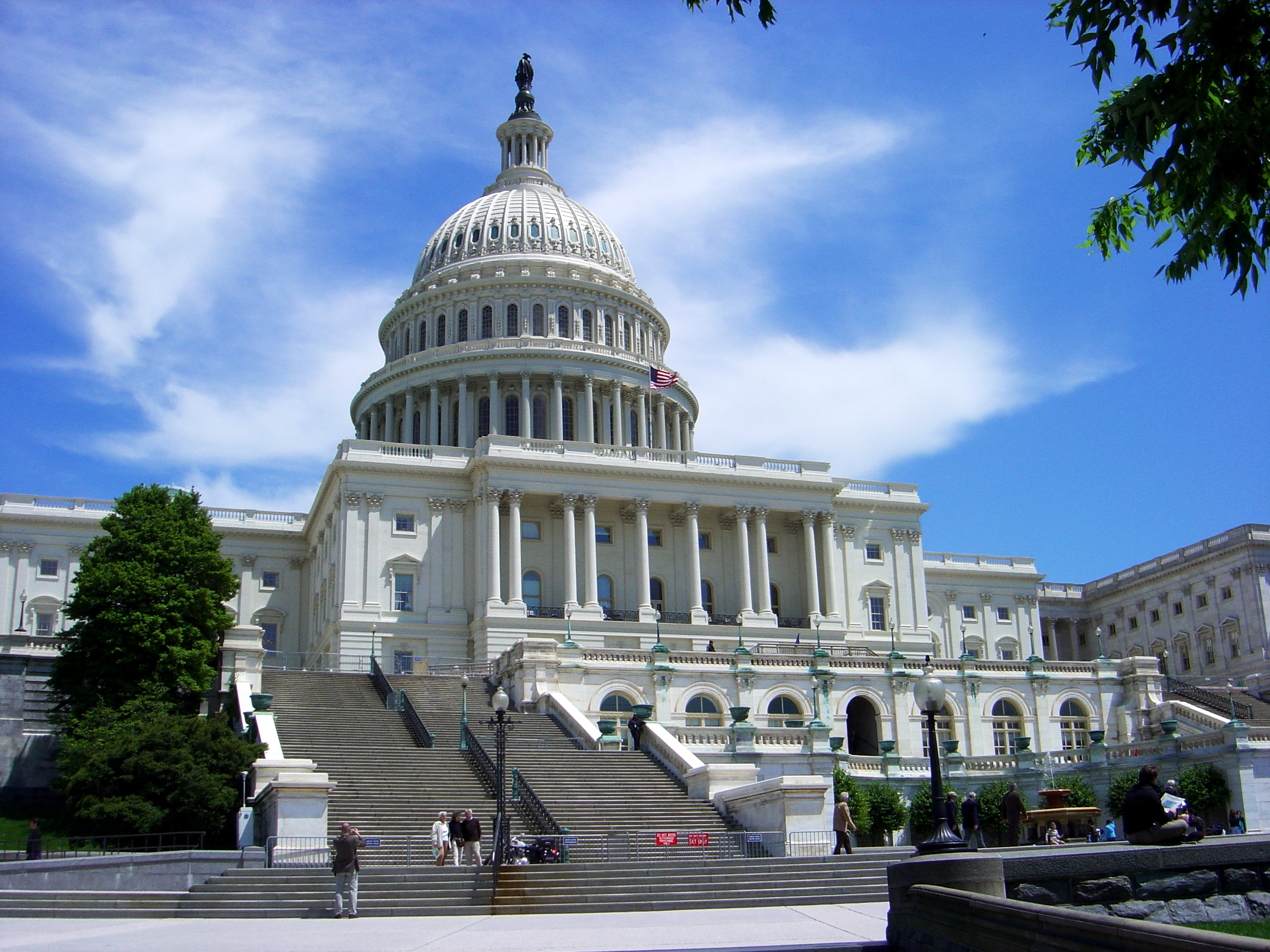
Il Campidoglio di Washington, sede del Congresso degli Stati Uniti.

L'articolo 1 della Costituzione degli Stati Uniti d'America stabilisce che "Tutte le competenze legislative qui previste saranno conferite a un Congresso degli Stati Uniti, composto da un Senato e da una Camera dei rappresentanti." La Camera e il Senato statunitensi sono partner alla pari nel processo legislativo: le leggi statunitensi infatti non possono essere emanate senza il consenso di entrambe le camere: questa caratteristica rende il Congresso degli Stati Uniti un caso di bicameralismo perfetto.
Per poter approvare un disegno di legge, i favorevoli devono essere in maggioranza (50% + 1 dei presenti) in ciascuna delle due camere. Il presidente degli Stati Uniti ha potere di veto e può rifiutare di firmare la legge. Per superare il veto presidenziale la legge deve essere riapprovata con una maggioranza dei due terzi in ciascuna camera.

## Unione Europea

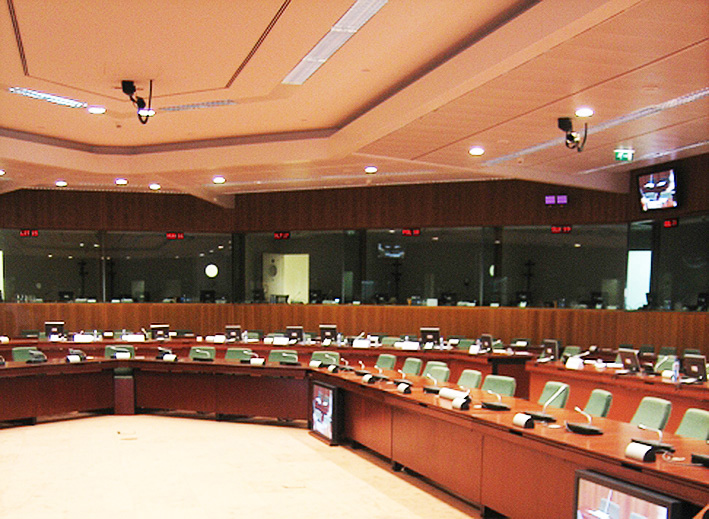
Sala del Consiglio dell'Unione europea

L'Unione europea ha un sistema legislativo bicamerale perfetto composto da un lato dal Parlamento europeo (eletto direttamente dai cittadini europei) e dall'altro lato dal Consiglio dell'Unione europea (composto dai rappresentanti dei governi degli Stati membri).
Nella procedura legislativa ordinaria (regolata dall'articolo 294 del Trattato sul funzionamento dell'Unione europea) il Parlamento e il Consiglio devono approvare lo stesso testo di legge europea: in caso di disaccordo, il progetto di legge comunitaria approvato da un organo ritorna in esame all'altro organo fino a quando il testo non viene approvato con il medesimo contenuto da entrambi.